# Frank Drebin
Frank Drebin (titulación completa: Sargento Frank Drebin, Teniente Detective de la Brigada Policial) es un personaje ficticio interpretado por Leslie Nielsen de la serie Police Squad! y de las películas derivadas de dicha serie: The Naked Gun. En 2008, Drebin fue seleccionado por la revista Empire como uno de los "100 mejores personajes de películas de todos los tiempos" y como uno de los "100 grandes héroes de todos los tiempos" por UGO.com.

## Personaje
Frank Drebin es un miembro de la brigada policial, departamento especial de las fuerzas de seguridad donde estuvo durante varios años. Es conocido por su torpeza, puesto que causa más problemas de los que soluciona, pero que aun así sale airoso de los aprietos. Así mismo, es normal verlo realizar actos ilógicos para las situaciones en que se encuentra. Tanto en las películas como en la serie, trabajó bajo el mando del Capitán Ed Hocken y con Nordberg como compañero.
Drebin y Ted Olson (científico de la brigada policial) son los únicos personajes que han sido interpretados por el mismo actor respectivamente tanto en la serie cómo en las películas.
Drebin contrajo matrimonio con su novia Jane Spencer (Priscilla Presley), ambos se conocieron en la 1.ª trilogía The Naked Gun: From the Files of Police Squad!, cuando ella trabajaba sin saberlo para el villano Vincent Ludwig (Ricardo Montalban).